# Batticaloa
Batticaloa je město na východním pobřeží Srí Lanky, správní město stejnojmenného okresu a turistické letovisko. V roce 2011 zde žilo přes 92 000 obyvatel. V letech 1622–1628 zde Portugalci postavili pevnost, kterou roku 1638 převzali Nizozemci a 1796 Britové.